# Імашев Саттар Нурмашевич
Саттар Нурмашевич Імашев (нар. 20 березня 1925, село Бірлік, тепер Курмангазинського району Атирауської області, Республіка Казахстан — 22 лютого 1984, місто Алма-Ата, тепер Алмати, Республіка Казахстан) — радянський державний діяч, секретар ЦК КП Казахстану, голова Президії Верховної ради Казахської РСР. Член Президії (Бюро) ЦК КП Казахстану в 1965—1984 роках. Член Центральної Ревізійної комісії КПРС у 1976—1981 роках. Член ЦК КПРС у 1981—1984 роках. Депутат Верховної ради Казахської РСР 6—10-го скликань. Депутат Верховної ради СРСР 8-го і 10-го скликань, заступник голови Президії Верховної ради СРСР у 1980—1984 роках. Кандидат історичних наук (1954).

## Життєпис
У 1942—1943 роках — вчитель середньої школи Денгізького району Гур'євської області Казахської РСР.
З 1943 по 1946 рік — у Червоній армії, учасник німецько-радянської війни. У 1944 році закінчив Ризьке війсьво-піхотне училище. Служив командиром взводу мінометної роти 324-го гвардійського стрілецького полку 103-ї гвардійської стрілецької дивізії 3-го Українського фронту.
Член ВКП(б) з 1945 року.
У 1946—1947 роках — інструктор Актюбинського обласного комітету КП(б) Казахстану.
У 1947—1949 роках — слухач Казахської республіканської партійної школи при ЦК КП(б) Казахстану.
У 1949 році закінчив екстерном Казахський державний університет імені Кірова.
У 1949—1950 роках — завідувач сектора Актюбинського обласного комітету КП(б) Казахстану.
У 1950—1953 роках — аспірант Інституту історії партії при ЦК КП(б) Казахстану.
У 1953—1958 роках — молодший науковий співробітник, старший науковий співробітник Інституту історії партії при ЦК КП Казахстану.
У 1958—1960 роках — заступник завідувача відділу пропаганди і агітації ЦК КП Казахстану.
У 1960—1961 роках — директор Інституту історії партії при ЦК КП Казахстану.
У грудні 1960 — червні 1965 року — секретар Цілинного крайового комітету КП Казахстану.
11 червня 1965 — 12 грудня 1979 року — секретар ЦК КП Казахстану з ідеології.
Одночасно 16 липня 1975 — 14 грудня 1979 року — голова Верховної ради Казахської РСР.
14 грудня 1979 — 22 лютого 1984 року — голова Президії Верховної ради Казахської РСР.
Помер 22 лютого 1984 року в місті Алма-Аті. Похований на центральному кладовищі міста Алмати.

## Родина
Дружина — Балніязова Маруа. Дочка Елеонора і син Мурат.

## Звання
- полковник (1978)

## Нагороди
- орден Леніна
- орден Жовтневої Революції
- два ордени Трудового Червоного Прапора
- орден Червоної Зірки (29.04.1945)
- медаль «За перемогу над Німеччиною у Великій Вітчизняній війні 1941—1945 рр.»
- медалі